# NGC 3293
NGC 3293 هي مجرة تتبع كوكبة القاعدة. اكتشفها نيكولاس لويس دو لكيل في 1751.

## روابط خارجية
- NGC 3293 على موقع ويكي سكاي: DSS2, SDSS, GALEX, IRAS, Hydrogen α, X-Ray, Astrophoto, Sky Map, Articles and images